# Cross Village (Míchigan)
Cross Village es un lugar designado por el censo ubicado en el condado de Emmet en el estado estadounidense de Míchigan. En el Censo de 2010 tenía una población de 93 habitantes y una densidad poblacional de 48,92 personas por km².

## Geografía
Cross Village se encuentra ubicado en las coordenadas 45°38′38″N 85°1′52″O / 45.64389, -85.03111. Según la Oficina del Censo de los Estados Unidos, Cross Village tiene una superficie total de 1.9 km², de la cual 1.9 km² corresponden a tierra firme y (0%) 0 km² es agua.

## Demografía
Según el censo de 2010, había 93 personas residiendo en Cross Village. La densidad de población era de 48,92 hab./km². De los 93 habitantes, Cross Village estaba compuesto por el 87.1% blancos, el 1.08% eran afroamericanos, el 11.83% eran amerindios, el 0% eran asiáticos, el 0% eran isleños del Pacífico, el 0% eran de otras razas y el 0% pertenecían a dos o más razas. Del total de la población el 0% eran hispanos o latinos de cualquier raza.